# Thauma
Thauma (orthographié Thαumα) est une revue de poésie, de philosophie et d'art.

## Historique
Thαumα a été créée par Isabelle Raviolo en 2005. Elle paraît deux fois par an, et bénéficie de l'aide du CNL depuis sa création. Son dernier numéro date de 2016.
La revue est thématique (Orphée, Anima-l, Érôs, Corps, L'Eau, Oiseaux, Le Feu.... Elle invite des artistes (Anne Slacik, Alexandre Hollan, Gerryam,...) et organise des lectures et des débats (Espace Bernanos, ENS, Salon de la revue, etc.).